# Axe (dopływ La Manche)

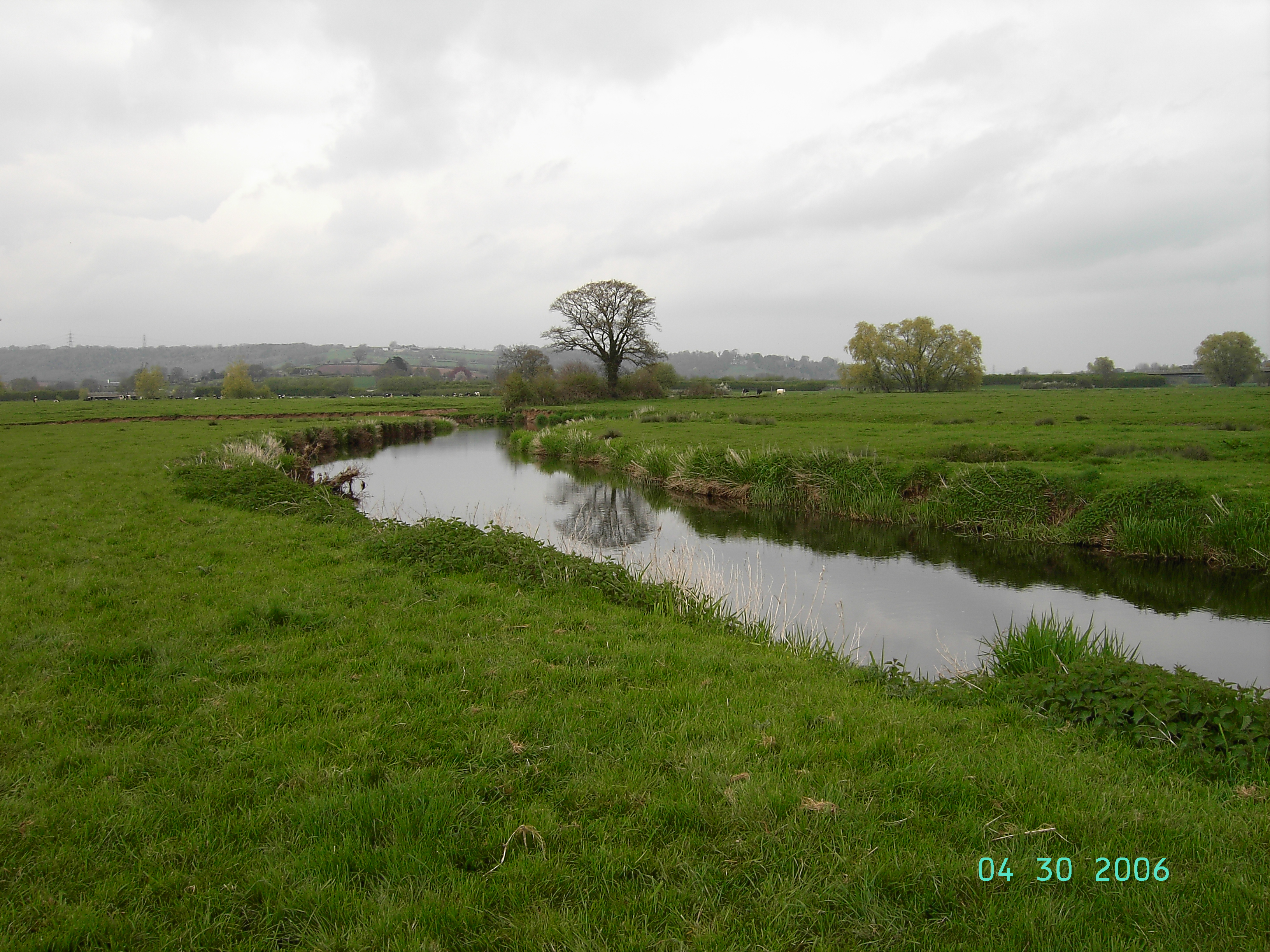
Rzeka Axe pod Axminster

Axe – rzeka w hrabstwach Dorset, Somerset i Devon. Swoje źródło ma nieopodal Bearminster w hrabstwie Dorset, następnie płynie przez Axminster i wpływa do kanału La Manche w pobliżu Seaton. Jej długość wynosi 35 km.